# Energy Globe Award
Der Energy Globe Award ist ein Umweltpreis, der jährlich in mehr als 180 Ländern von der gemeinnützigen Energy Globe Foundation mit Sitz in Österreich vergeben wird. Dabei werden Projekte mit Fokus auf Energieeffizienz, Nachhaltigkeit und Einsatz erneuerbarer Energien prämiert. Das Ziel der Stiftung ist das Aufzeigen von Lösungen für Umweltprobleme.

## Zweck
Grundannahme ist, dass für viele Umweltprobleme schon Lösungen gefunden seien. Diese seien oft lokal, wenig vermarktet und nicht breit bekannt. Die Preisverleihung soll die Bekanntheit erhöhen. Sie wird in den Kategorien Erde, Feuer, Wasser, Luft und Jugend vorgenommen. Erde steht für den sorgsamen Umgang mit Ressourcen und Rohstoffen, Feuer für erneuerbare Energien und den nachhaltigen Einsatz von Energie. In der Kategorie Wasser geht es um Projekte, die mit Trinkwasseraufbereitung, Bewässerung oder Abwasserentsorgung zu tun haben. Luft beschäftigt sich mit der Vermeidung von Emissionen und der Verbesserung der Luftqualität. Die Kategorie Jugend ist für Projekte gedacht, die von und mit Kindern oder Jugendlichen durchgeführt werden.
Die Energy Globe Siegerprojekte werden im Rahmen festlicher Veranstaltungen ausgezeichnet. Die internationalen Auszeichnungen wurden 2007 und 2008 im Plenarsaal des Europäischen Parlaments in Brüssel vergeben. 2009 fand die Energy Globe Gala als Auftaktveranstaltung des EU-Umweltministertreffens in Prag statt. 2010 eröffnete Energy Globe gemeinsam mit UNEP den Weltumwelttag in Ruanda. 2017 fand die Veranstaltung im Palast des Präsidenten in Teheran im Iran statt, 2019 in der finnischen Stadt Espoo, die von der UNO ein Jahr zuvor zur nachhaltigsten Stadt gewählt worden war. In den folgenden zwei Jahren fanden Verleihungen pandemiebedingt online statt. 2022 war Wien Verleihungsort.
Vorsitzende der Energy Globe Jury ist die indische Ministerin a. D. Maneka Gandhi.

## Geschichte
Gegründet wurde der Energy Globe Award im Jahr 1999 durch Wolfgang Neumann, der 1985 eine Energiesparmesse und in der Folge Energieberatungszentren in mehreren europäischen Ländern ins Leben gerufen hatte.

## Verleihungsorte
2000, 2003: Linz
2005: im Rahmen der Expo in Japan
2006: Vancouver, Kanada. Moderator war der spätere Premierminister Justin Trudeau.
2007, 2008: Plenarsaal des Europäischen Parlamentes in Brüssel, Laudatoren: Michail Gorbatschow, José Manuel Barroso und Kofi Annan
2009: im Rahmen des Treffens der europäischen Umweltminister in Prag
2010: Kigali in Ruanda, wo der Energy Globe Award im Rahmen des UN Environment Day
2011: Salzburg
2012: Wien
2013: Salzburg
2014/2015: Teheran
2016: im Rahmen der Weltklimakonferenz in Marrakesch
2017: Präsidentenpalast Teheran
2018: Yazd, Iran
2019: Espoo, Finnland
2020/2021: wegen der Corona-Pandemie per Streaming
2022: Wien

## Hintergrund
Träger ist die gemeinnützige Energy Globe. Die Finanzierung der Tätigkeiten erfolgt durch Partner aus der Wirtschaft sowie im kleinen Rahmen durch Förderungen. Zentrale Durchführungspartner sind die Wirtschaftskammer Österreich (WKO) mit ihrem Netzwerk von Wirtschaftsattachés weltweit sowie die UNIDO.